# 明園遊樂場
明園遊樂場（英語：Ming Yuen Amusement Park）位於香港九龍旺角彌敦道與登打士街交界之東方煙廠（Oriental Tabacco Factory）舊址。
明園遊樂場乃香港北角英皇道月園遊樂場的小型版主題公園， 1950年7月7日晚上8時，由廣東東莞「陳泰記」（煙花廠）老闆陳蘭芳來剪綵開幕。由于屬同一老闆營運，其設施與月園類同。惟其入場費較月園便宜一半，成人票僅為港幣伍毫；兒童票僅為港幣兩毫伍仙，尚包玩一種機動遊戲。可惜僅營運約六個月，1951年初期，持有東方煙廠（Oriental Tabacco Factory）土地業主入稟法庭，收回土地建築樓高八層大廈，明園遊樂場遂結束營業。

## 設施
1. 機動遊戲：驚險飛車、蜜月車、小汽車、航空機、靈猴飛車、水雷車、風車、小汽船、運轉鴻鈞（carousel）。
2. 遊戲設施：槍擊紙牌、軟木彈射擊、投圈得手表、汽車打活靶、擲圈、百寶波、鏢打气球、拉繩中彩、槍擊牛奶罐、木球打偶像、彈弓射擊、跳蚤演技、湯母機槍射擊、輕機槍投彈射擊、重機槍實彈射擊、活動公仔打靶、投圈得獎、高爾夫檯球。
3. 飲冰室。

## 相關參見
1. 封面廣告在香港《華僑日報》，1950年7月7日，星期五。
2. 文章 《明園遊樂塲定今晚開幕》在香港《華僑日報》，1950年7月7日，星期五，第二張，第二頁。
3. 文章《旺角明園遊樂塲今日開幕》在香港《工商日報》，1950年7月7日，星期五，第六頁。
4. Ming Yuen Amusement Park (明園遊樂場), Mong Kok, Kowloon （页面存档备份，存于）